# 400 v. Chr.

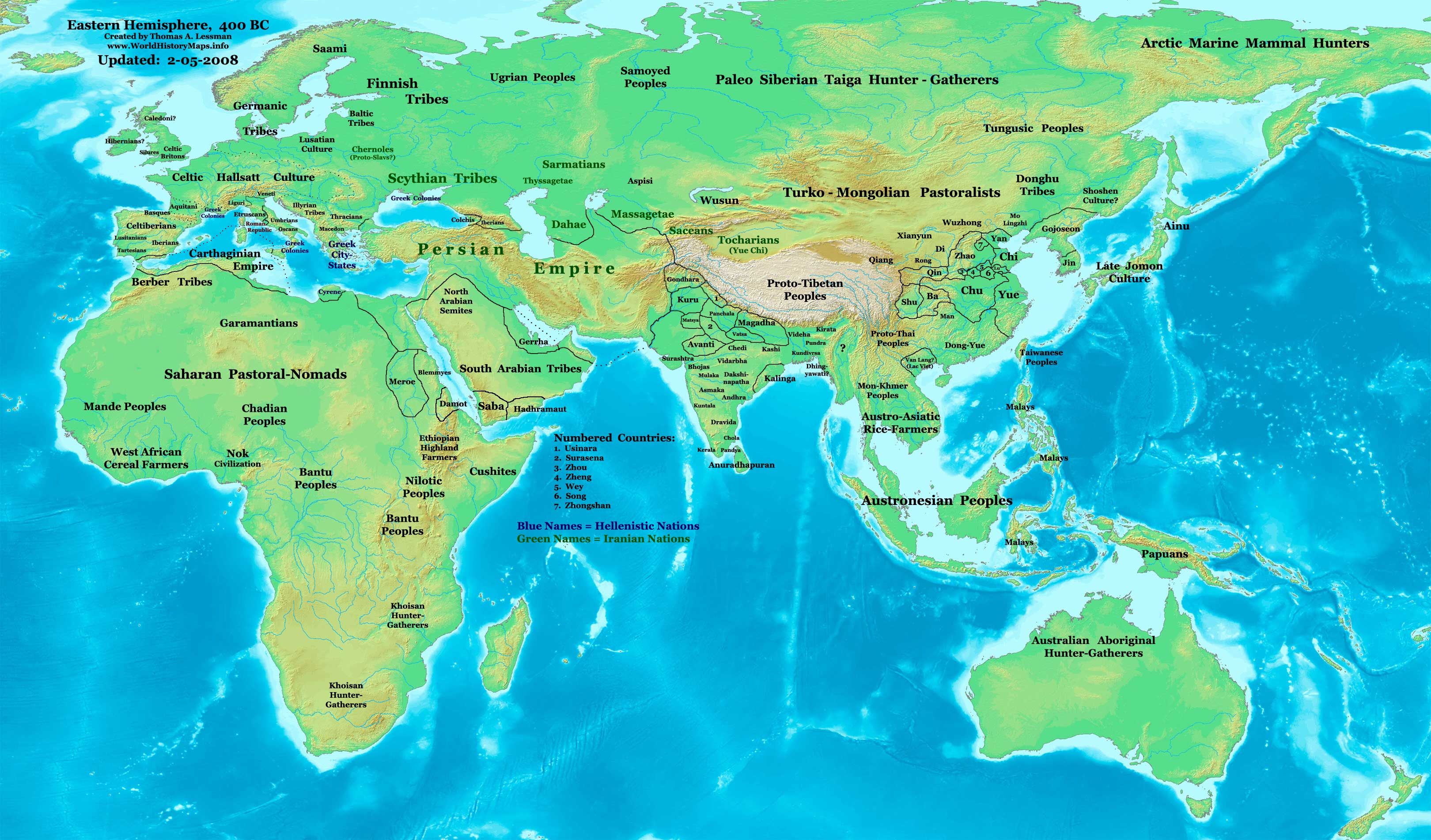
Die östliche Hemisphäre um 400 v. Chr.

Portal Geschichte | Portal Biografien | Aktuelle Ereignisse | Jahreskalender | Tagesartikel

◄ |
5. Jahrhundert v. Chr. |
4. Jahrhundert v. Chr. |
3. Jahrhundert v. Chr. |
►

◄ | 420er v. Chr. | 410er v. Chr. | 400er v. Chr. | 390er v. Chr. |
380er v. Chr. |
►

◄◄ | ◄ | 403 v. Chr. | 402 v. Chr. | 401 v. Chr. | 400 v. Chr. |
399 v. Chr. |
398 v. Chr. |
397 v. Chr. |
► |
►►

## Ereignisse

### Politik und Weltgeschehen

#### Westeuropa
- Publius Licinius Calvus Esquilinus, Publius Manlius Vulso, Lucius Titinius Pansa Saccus, Publius Maelius Capitolinus, Spurius Furius Medullinus und Lucius Publilius Philo Vulscus werden römische Konsulartribunen.
- Keltische Stämme besiedeln den Altkönig im Taunus und errichten Ringwallanlagen.
- Die Gegend um das heutige Mailand wird von den keltischen Insubrern besiedelt.
- Dionysios I. von Syrakus gründet auf Sizilien die Siedlung Adranon am Westhang des Ätna.

#### Östliches Mittelmeer und Vorderasien
- Nach dem Tod von Agis II. folgt diesem zunächst sein Sohn Leotychidas als König von Sparta nach, dessen Legitimität jedoch umstritten ist. Agis hat Leotychidas zunächst als Sohn des Alkibiades, dem während seines Aufenthalts eine Affäre mit der Gemahlin des Agis nachgesagt worden ist, abgelehnt und verstoßen, ihn aber kurz vor seinem Tod doch als Sohn und Erben anerkannt.
- Die Stadt Nymphaion kommt von Athen an das Bosporanische Reich.
- Nach einem entbehrungsreichen Rückmarsch von Babylon erreicht der Zug der Zehntausend (ein griechisches Söldnerheer) endlich die Küste des Schwarzen Meers.

«ϑάλαττα, ϑάλαττα»

„Thálatta! Thálatta!“

„Das Meer! Das Meer!“

#### Afrika
- um 400 v. Chr.: Meroe wird die Hauptstadt des Reiches von Kusch.

#### Amerika
- um 400 v. Chr.: Die Maya befinden sich am Übergang der mittleren Präklassik zur späten Präklassik.
- um 400 v. Chr.: Die letzten olmekischen Zentren in Mesoamerika werden zerstört.

### Wirtschaft

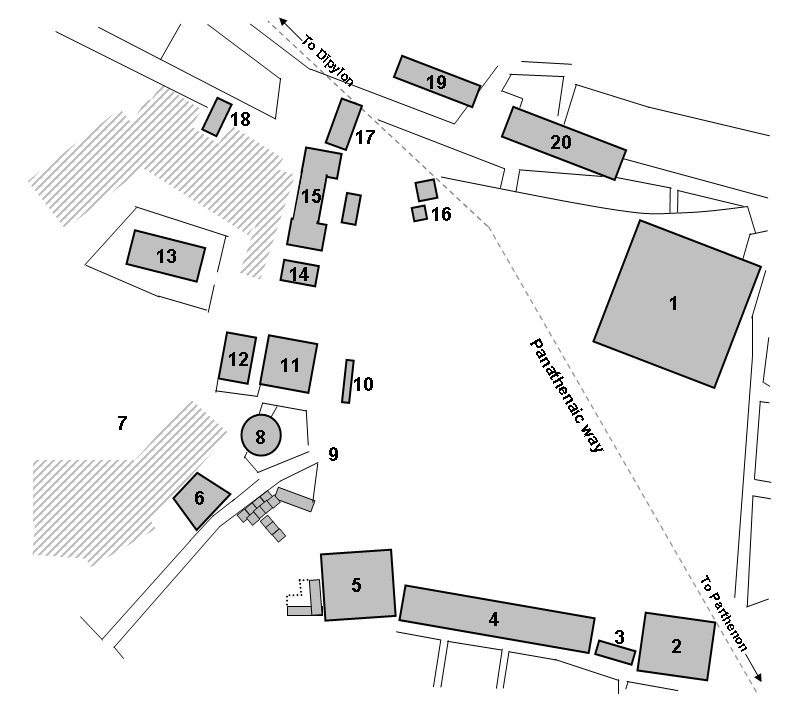
Plan der Agora im 5. Jahrhundert v. Chr.

- Auf der Agora in Athen wird die Münze errichtet, welche vermutlich generell als staatliche Bronzeschmiede eingesetzt wird.

### Wissenschaft und Technik

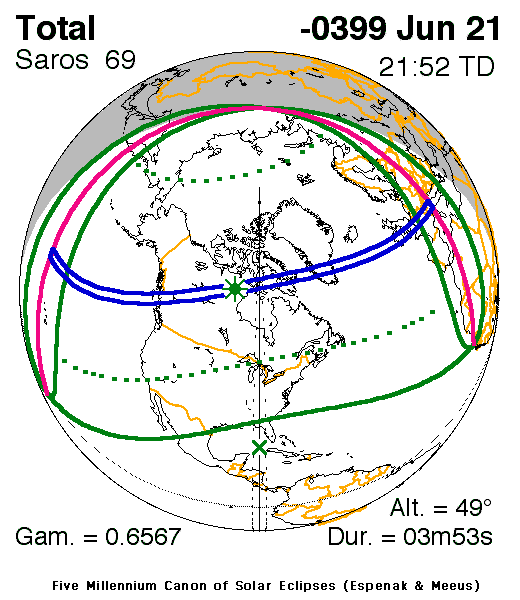
SF 21. Juni 400 v. Chr.

- 21. Juni: Sonnenfinsternis des Ennius

## Geboren
- um 400 v. Chr.: Archidamos III., König von Sparta († 338 v. Chr.)
- um 400 v. Chr.: Arete von Kyrene, erste bekannte Philosophin († um 330 v. Chr.)
- um 400 v. Chr.: Ephoros von Kyme, griechischer Historiker († um 330 v. Chr.)
- um 400 v. Chr.: Hiketas von Syrakus, griechischer Philosoph und Astronom († um 335 v. Chr.)
- um 400 v. Chr.: Kidinnu, chaldäischer Astronom und Mathematiker († verm. 330 v. Chr.)
- um 400 v. Chr.: Parmenion, makedonischer Feldherr unter Philipp II. und Alexander dem Großen († 330 v. Chr.)

## Gestorben
- Agis II., König von Sparta
- Cheirisophos, spartanischer Heerführer (* um 435 v. Chr.)
- um 400 v. Chr.: Agathon von Athen, griechischer Tragödiendichter (* um 448 v. Chr.)